# Anneliese Dorer-Merk
Anneliese Dorer-Merk (* 4. Mai 1928 in Nussbaumen; † 20. Mai 2022 in Wettingen) war eine Schweizer Bildhauerin. Ihr Werk umfasst Plastik, Reliefs sowie Kunst am Bau.

## Leben und Werk
Anneliese Dorer-Merk besuchte von 1944 bis 1946 die Kunstgewerbeschule Zürich. Ihre Lehrer waren Johannes Itten, Max Gubler, Heinrich Müller und Carl Fischer. Auf dessen Empfehlung erlernte sie die Grundlagen der Bildhauerei bei A. Henselmann in Locarno.
Später arbeitete sie im Atelier von Arnold D’Altri und Remo Rossi. Während der Renovation der Kapelle in Ronco lernte sie verschiedene Kunstschaffende kennen. In der Folge begeisterte sie sich für die Malerei und arbeitete in den Ateliers von Margherita Osswald und Werner Otto Leuenberger. 
Anschliessend studierte sie an der Accademia di Belle Arti in Florenz und in Paris an der Académie de la Grande Chaumière, wo sie sich 1951 für die moderne Kunst zu interessieren begann.
Anneliese Dorer-Merk war Mitglied der 1959 in Baden von Kunstschaffenden gegründeten Gruppe 59. Zusammen mit anderen Mitgliedern stellte sie ihre Werke 1959 und 1960 in der Galerie Rauch aus. Nach zwei Jahren löste sich die Gruppe wieder auf.
Auf Einladung von Mario Botta weilte sie 1994 für mehrere Wochen im Tessin. In dieser Zeit schuf sie Porträts von Botta, Hans Falk, Ivo Soldini und Theo Imboden (* 1936). 
Ihre Werke sind im öffentlichen Raum wie auch in privaten Sammlungen vertreten. Anneliese Dorer-Merk war mit dem Architekten Otto F. Dorer verheiratet. Dieser ist der Enkel von Otto Dorer.